# الهيئة العامة للعناية بشؤون المسجد الحرام والمسجد النبوي
الهيئة العامة للعناية بشؤون المسجد الحرام والمسجد النبوي وتعرف سابقاً بالرئاسة العامة لشؤون المسجد الحرام والمسجد النبوي، هي هيئة عامة مستقلة ذات شخصية اعتبارية واستقلال مالي وإداري ترتبط تنظيمياً بالملك وتتولى مهام أعمال الخدمات والتشغيل والصيانة والتطوير المتعلقة بالمسجد الحرام والمسجد النبوي، كما تتولى الإشراف على الإدارات المتعلقة بالحرمين الشريفين في مكة المكرمة والمدينة المنورة

## تحويل الرئاسة إلى هيئة عامة
في 8 أغسطس 2023، صدر قرار من مجلس الوزراء في المملكة العربية السعودية يقضي بتحويل الرئاسة العامة لشؤون المسجد الحرام والمسجد النبوي إلى هيئة عامة تُعرف باسم الهيئة العامة للعناية بشؤون المسجد الحرام والمسجد النبوي، وتتمتع بالشخصية الاعتبارية، والاستقلالين المالي والإداري. كما صدر أمر ملكي بتعيين الدكتور توفيق بن فوزان الربيعة رئيسًا لمجلس إدارة الهيئة.

## الموقع
مقرها الرئيسي في مكة المكرمة بحي أجياد، وبالنسبة للإدارات الدينية والفنية والخدمية والإدارية فمقرها الأساس بالمسجد الحرام. ويوجد إدارات أخرى تتبع الهيئة هي معهد الحرم المكي، ومكتبة الحرم المكي الشريف، ومجمع الملك عبد العزيز لكسوة الكعبة المشرفة، ومعرض عمارة الحرمين الشريفين. وفي المدينة المنورة توجد وكالة (الرئاسة سابقاً) لشؤون المسجد النبوي والإدارات الدينية والفنية والخدمية والإدارية المرتبطة بالمسجد النبوي ومكتبة المسجد النبوي الشريف، ومعهد المسجد النبوي الشريف بالمدينة المنورة.

## التأسيس والتاريخ
بعـد استقرار الأمر في المملكة العربية السعودية للملك عبد العزيز آل سعود ودخوله مكة المكرمة عام 1343هـ، أبدى اهتماما كبيراً بالحرمين الشريفين، وحرصاً منه على حسن سير العمل وخدمة الحجاج والمعتمرين أصدر أمره بإنشاء مجلس إدارة الحرم برئاسة نائب الحرم هاشم بن سليمان ومهمته تتمثل في إدارة المسجد الحرام ومراقبة خدماتـه. ولما وصل الملك عبد العزيز إلى المدينة المنورة في شعبان عام 1345هـ، للنظر في شؤونها، واطلع على ما يحتاج إليه المسجد النبوي من تنظيمات إدارية وإصلاحات معمارية واستمع إلى اقتراحات بعض المسؤولين فيه، وحدد ما يحتاج إليه المسجد النبوي في مسائل أساسية فانتخب لكل مسألة لجنة من خبراء أهل البلاد، وعن طريقهم رتب الأمور في المدينة المنورة وفي المسجد النبوي الشريف.
وفـي عام 1346هـ أصدر أمره بتعيين مجلس إدارة جديد للمسجد الحرام برئاسة سليمان أزهر.وقد أُسندت لاحقا إدارة الحرم إلى إدارة الأوقاف التي أصبحت مع وزارة الحج سنة 1381هـ ثم فُصلت عنها وأُلحقت بوزارة الشؤون الإسلامية في عام 1414هـ. وفي 18 ذي القعدة 1384هـ صدر المرسوم الملكي رقم (43) بإنشاء الرئاسة العامة للإشراف الديني على المسجد الحرام، وقد استقلت عن إدارة الأوقاف بإدارة شؤون التوجيه والإرشاد والإمامة والخطابة، وكان أول رئيس لها هو الشيخ عبد الله بن محمد بن حميد
وفي عام 1397هـ صدر الأمر السامي بإنشاء الرئاسة العامة لشؤون الحرمين الشريفين حيث أنيط بها الإشراف الكامل على المسجد الحرام والمسجد النبوي الشريف. وكان أول رئيس لها بعد التعديل هو الشيخ ناصر بن حمد الراشد.وقد صدر فيما بعد التوجيهُ السامي بالموافقة على قرار اللجنة العليا للإصلاح الإداري الذي ينص على دمج الإشراف الديني والأجهزة الحكومية الأخرى العاملة بالحرمين الشريفين تحت إدارة هي الرئاسة العامة لشؤون الحرمين الشريفين. وفي عام 1407هـ صدر الأمر السامي بتعديل اسمها إلى الرئاسة العامة لشؤون المسجد الحرام والمسجد النبوي، وقد قامت الرئاسة العامة بناءً على توجيه الملك فهد رحمهُ الله بتوزيع المصاحف والأجزاء من إصدارات مجمع الملك فهد لطباعة المصحف الشريف بشكل مستمر، ووصل مجموع ما يتم تزويد الحرمين سنوياً آنذاك أكثر من 130000 نسخة، منها ما يُقارب 70000 نسخة لبيت الله الحرام في مكة المكرمة، وما يزيد عن 60000 نسخة لمسجد رسول الله صلى الله عليه وسلم بالمدينة المنورة.
في 8 أغسطس 2023م صدر قرار مجلس الوزراء بتحويل الرئاسة العامة لشؤون المسجد الحرام والمسجد النبوي إلى هيئة عامة باسم (الهيئة العامة للعناية بشؤون المسجد الحرام والمسجد النبوي) تتمتع بالشخصية الاعتبارية، وبالاستقلال المالي والإداري. وصدر أمر ملكي بتعيين الدكتور توفيق بن فوزان الربيعة رئيساً لمجلس إدارة الهيئة، وفي فبراير 2024م عُين المهندس غازي بن ظافر الشهراني رئيساً تنفيذياً للهيئة العامة للعناية بشؤون المسجد الحرام والمسجد النبوي.

## إنتاجات الهيئة
| اسم الإنتاج                          | النوع               | المصدر               |
| ------------------------------------ | ------------------- | -------------------- |
| برنامج مباركاً 1                      | برنامج تلفزيوني     | -                    |
| برنامج مباركاً 2                      | برنامج تلفزيوني     | -                    |
| برنامج عيش الحرم (الجزء الأول)       | برنامج تلفزيوني     | [ 13 ] [ 14 ]        |
| برنامج عيش الحرم (الجزء الثاني)      | برنامج تلفزيوني     | [ 15 ]               |
| برنامج عبق الخزائن (فيلم وثائقي)     | سلسلة وثائقية       | [ 16 ]               |
| فيلم أنا الفريدة (فيلم سينمائي)      | فيلم سينمائي        | [ 17 ]               |
| فيلم ( زمزم الماء المبارك)           | فيلم وثائقي         | [ 18 ] [ 19 ] [ 20 ] |
| فيلم كسوة الكعبة المشرفة             | فيلم وثائقي         | [ 21 ]               |
| الفيلم (مثابة وأمناً)                 | فيلم توعوي          | [ 22 ] [ 23 ] [ 24 ] |
| فيلم (المأزر)                        | فيلم وثائقي         | -                    |
| فيلم طهر بيتي                        | فيلم عالمي          | [ 25 ] [ 26 ]        |
| فيلم يوم في الحرم                    | فيلم وثائقي         | [ 27 ]               |
| فيلم الرئاسة التعريفي                | فيلم تعريفي         | -                    |
| عدد من الأفلام التوعوية لضيوف الرحمن | أفلام توعوية متنوعة | -                    |

## مبادرات الهيئة
- خدام الحرم سفراء الإنسانية هي مبادرة تم إطلاقها بمناسبة اليوم العالمي للعمل الإنساني، ويهدف هذا البرنامج إلى خدمة الحرمين الشريفين وقاصديهما، تقديم أفضل الخدمات على أكمل وجه.[5][28][29][30]
- ضيافة معتمرهي مبادرة تابعة إلى مبادرة "خدام الحرم سفراء الإنسانية"، يعمل البرنامج على راحة المعتمرين، وتقديم أفضل الخدمات لهم أثناء أداء مناسكهم.[11][31][32][33][34][34]
- مبادرة الفرق الراجلة في مارس 2025م (رمضان 1446هـ) أطلقت الهيئة العامة للعناية بشؤون المسجد الحرام والمسجد النبوي خدمة الفرق الراجلة، وهي مبادرة تهدف إلى إرشاد دقيق وتقديم خدمة متقنة مع اهتمام خاص بكبار السن والأشخاص ذوي الإعاقة.[35][36][37][38]

## جوائز وأوسمه
- جائزة التميز الوطنية لذوي الإعاقة الحركية.[39]
- جائزة وسام الاستحقاق الذهبي بفئة الرئاسات والمجالس والمراكز لتميزها في التحول لأساس الاستحقاق المحاسبي.[40][41][42]
- جائزة التميز الوطنية في مسار المبادرات المجتمعية للجهات الحكومية لفئة القطاع الحكومي.[43]
- المركز الثالث ضمن جائزة أفضل استراتيجية لـتجربة العميل، وذلك عبر مشروع تفويج زوار الروضة الشريفة ضمن منتدى تجربة العميل.[44]
- حصول الهيئة العامة للعناية بشؤون المسجد الحرام والمسجد النبوي على المركز الثاني في مسابقة الأجنحة المتميزة بفئة القطاع الحكومي في مؤتمر ومعرض الحج تأكيدًا للجهود المبذولة في تطوير إثراء تجربة الزائر.[45][46]
- جائزة أفضل جهة تقدم حلول -برامج- سياسات تشمل الاهتمام باستدامة الأصول والمرافق، بالمؤتمر الدولي الثاني والعشرون لإدارة الأصول والمرافق والصيانة.[47][46]

## معرض صور

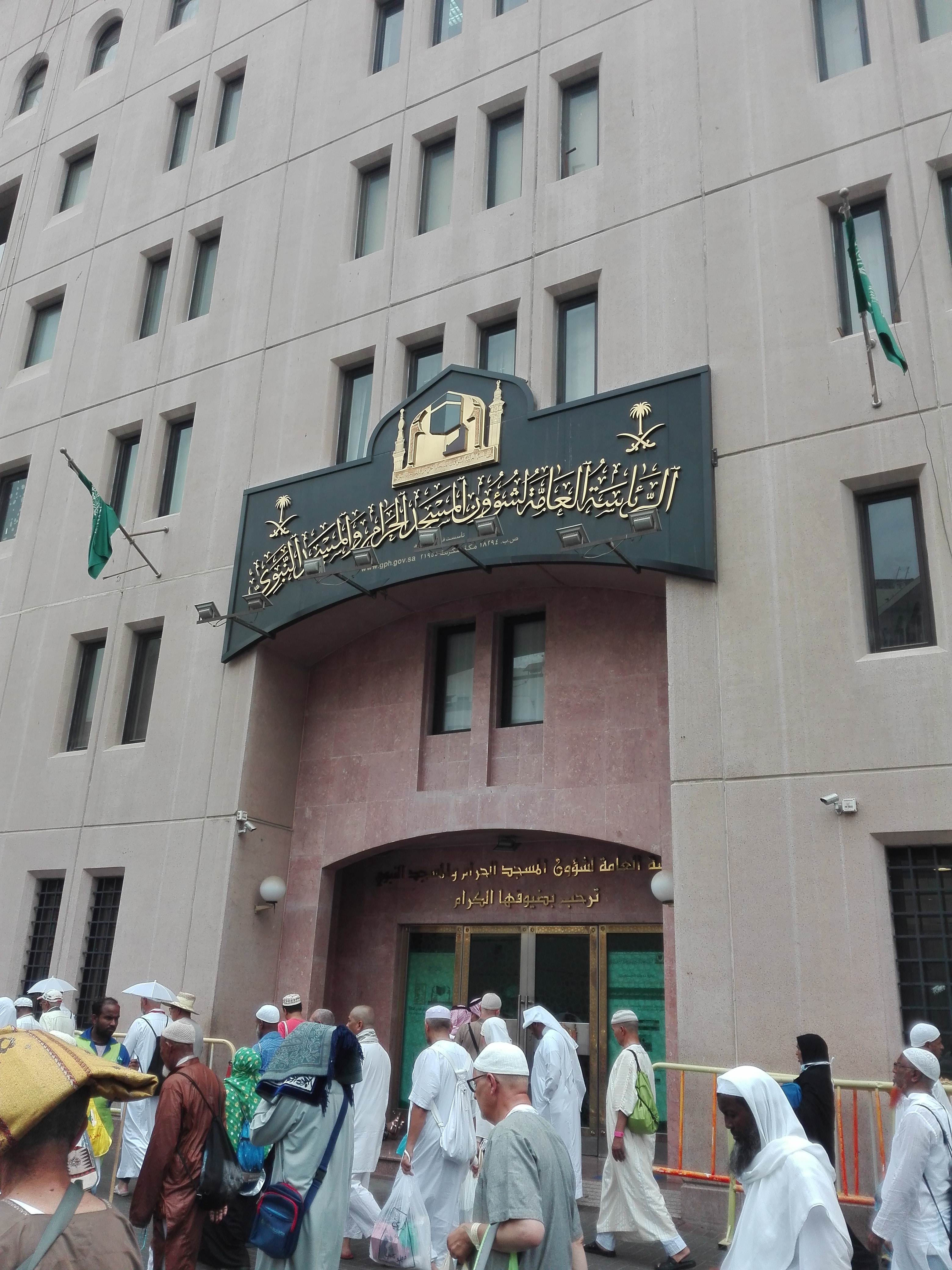
بوابة الرئاسة العام لشؤون المسجد الحرام والمسجد النبوي سابقا
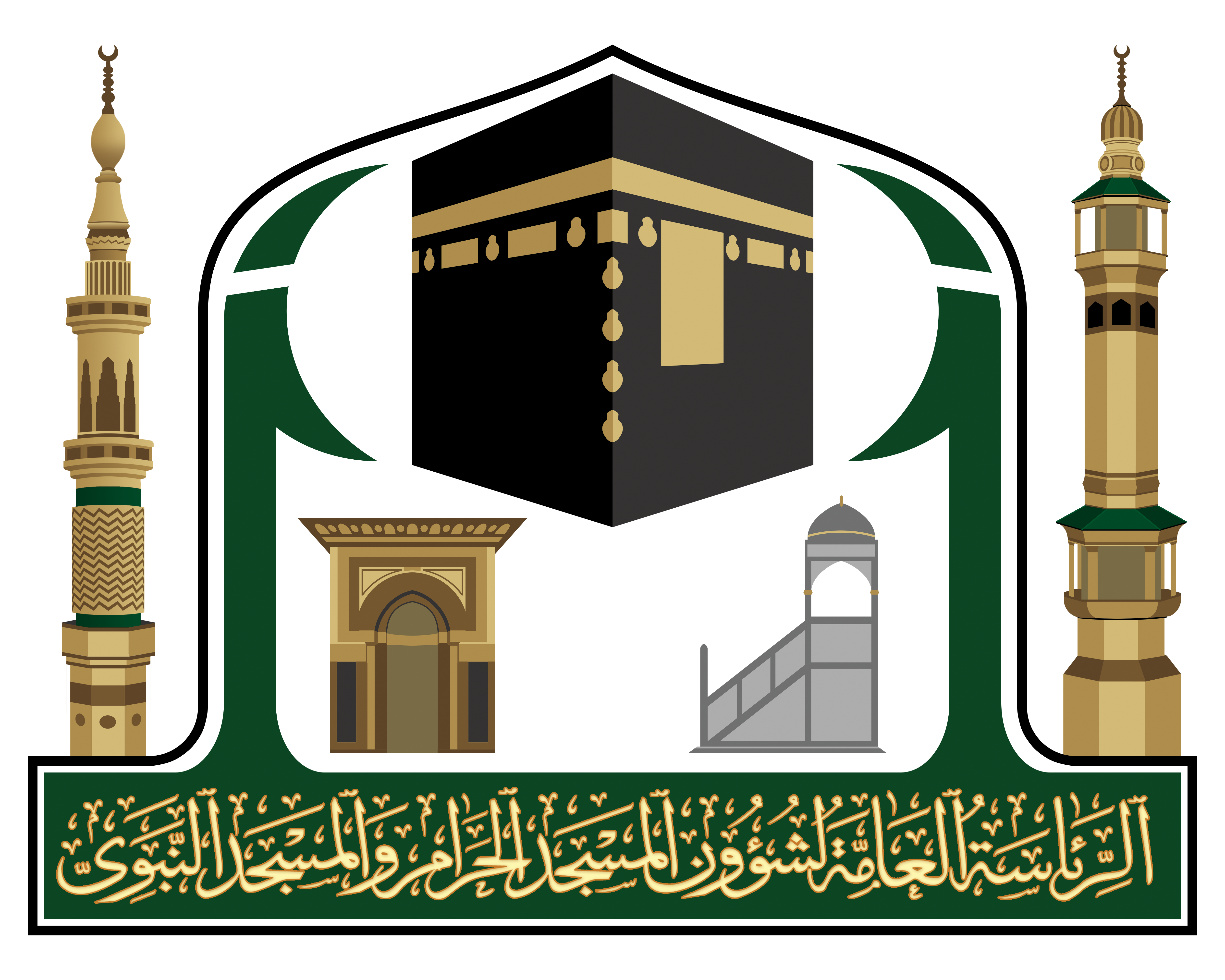
شعار الرئاسة العامة لشؤون المسجد الحرام والمسجد النبوي سابقا
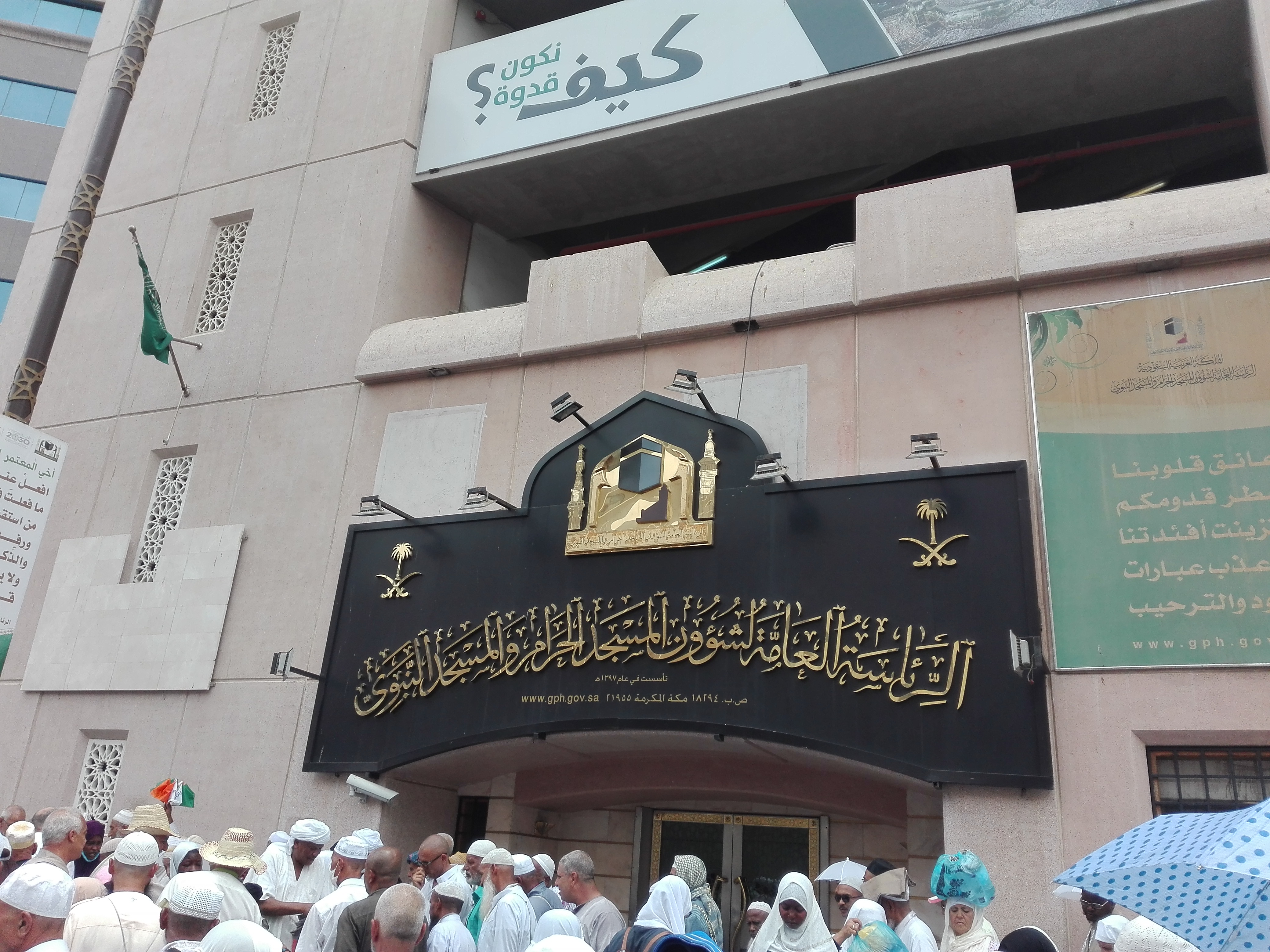
البوابة
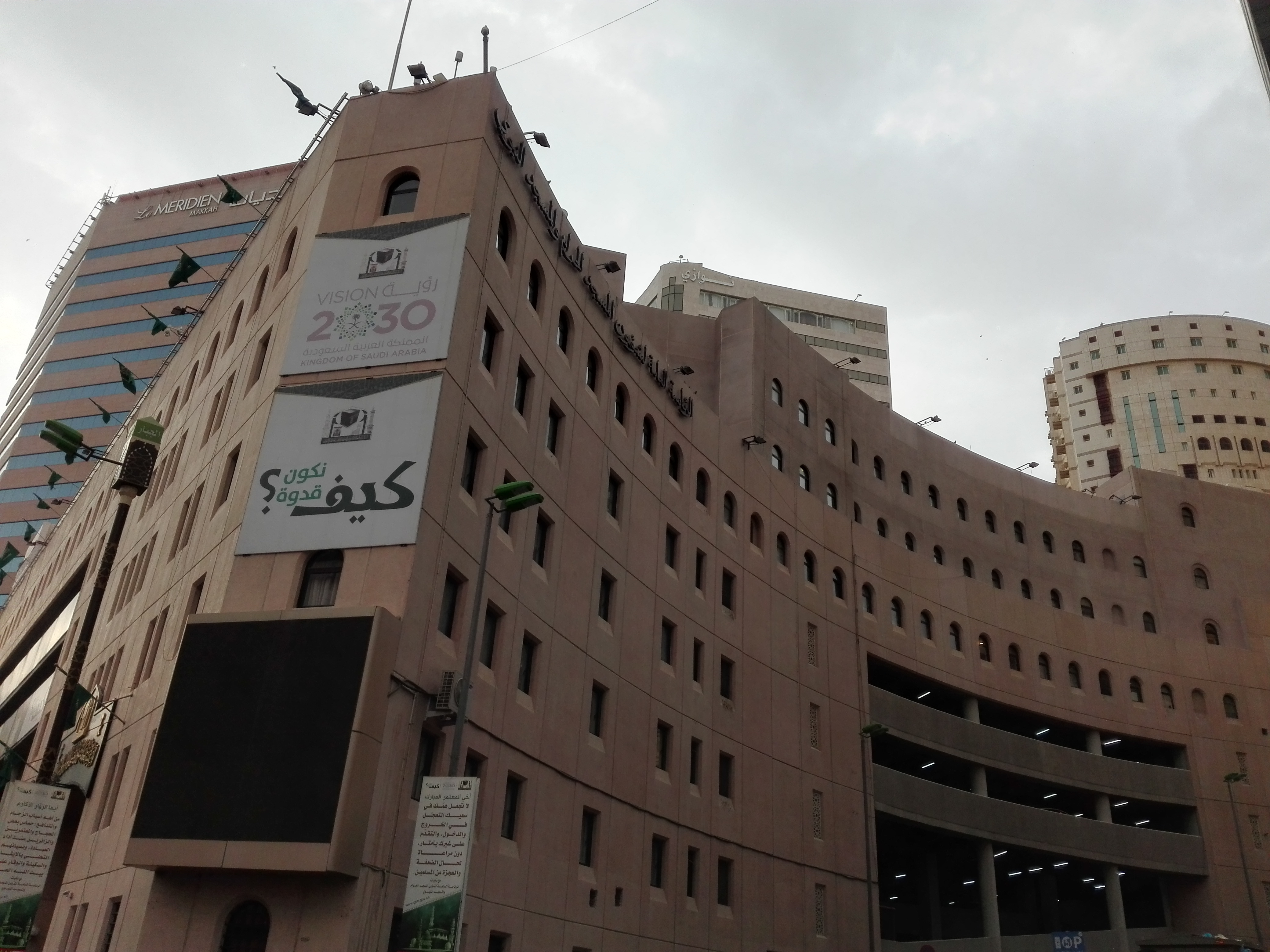
مبنى الهيئة
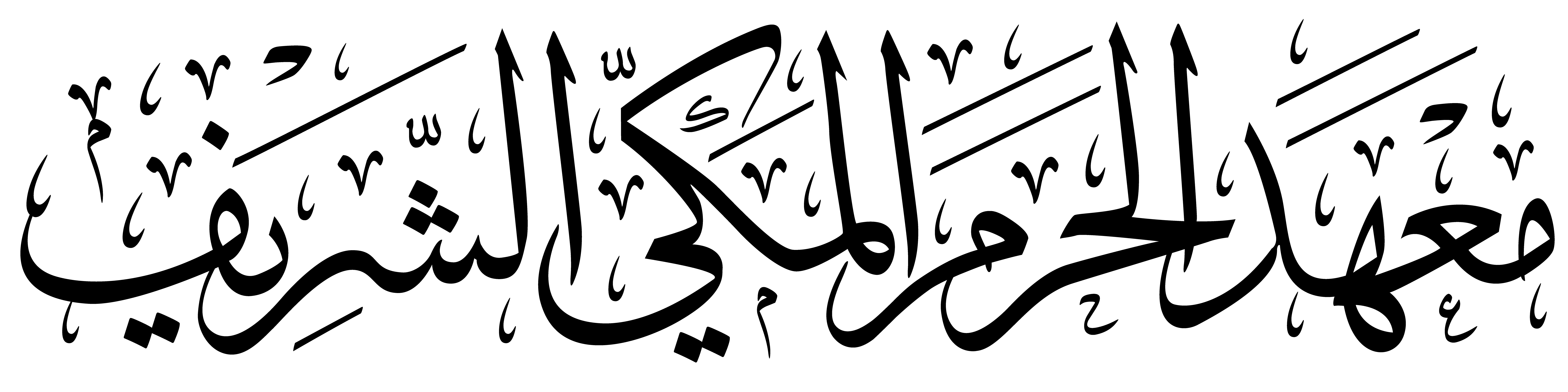
شعار معهد الحرم المكي
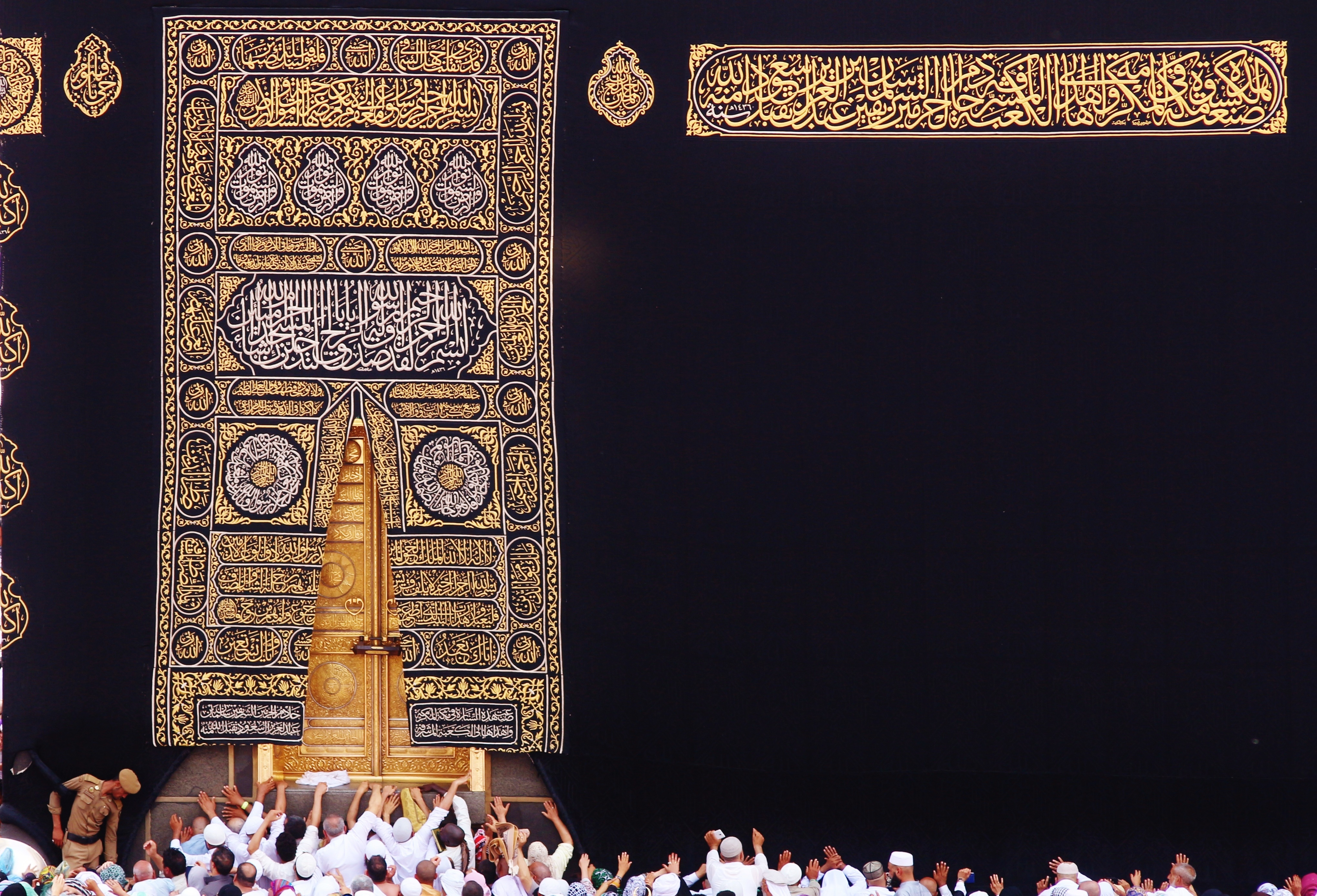
كسوة الكعبة
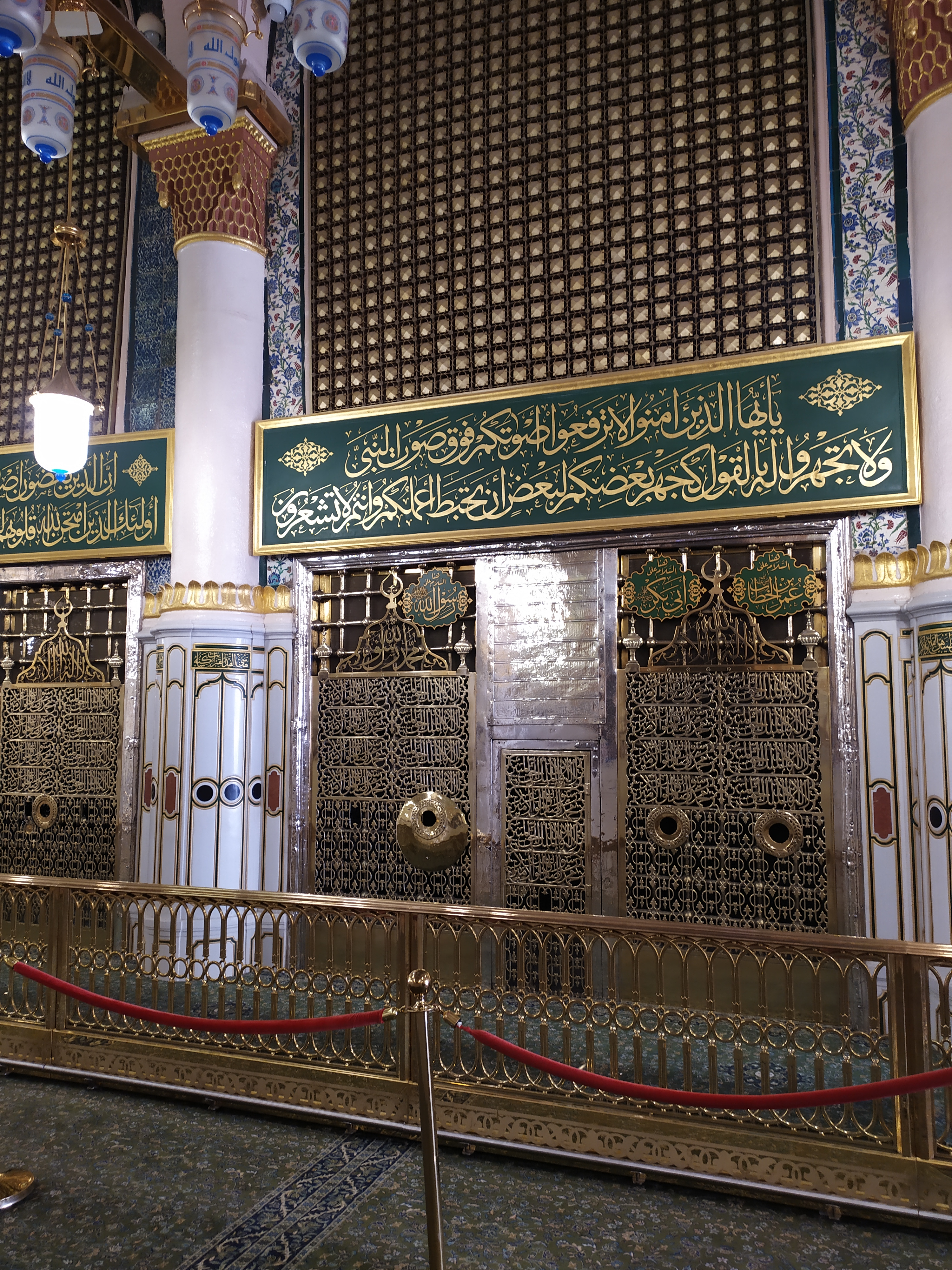
المسجد النبوي من الداخل
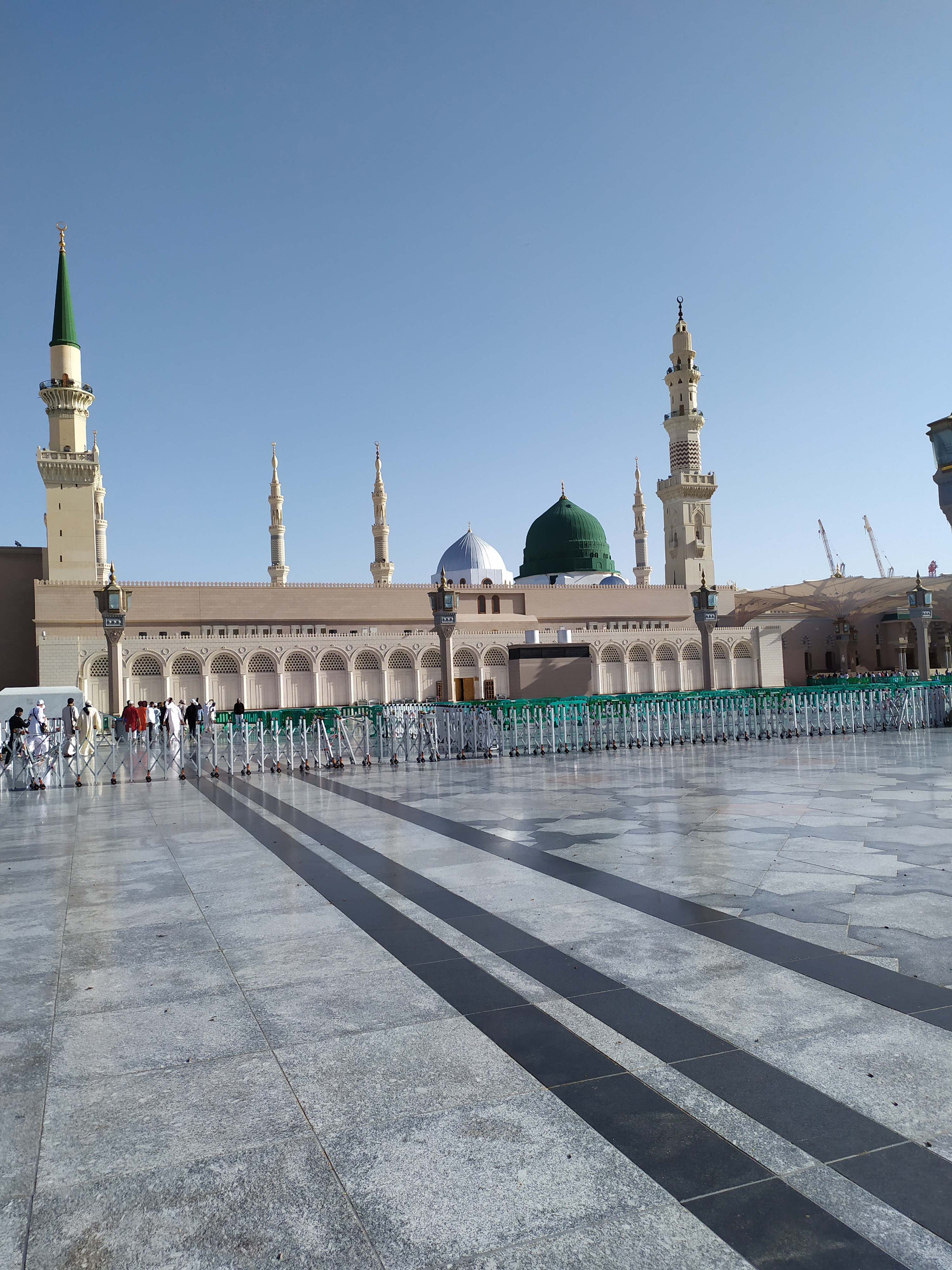
ساحات المسجد النبوي
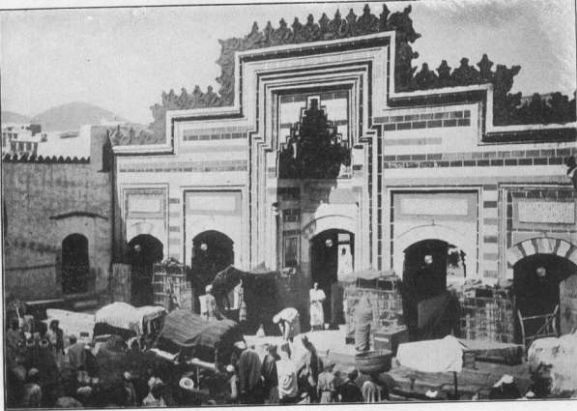
المسجد الحرام قديما
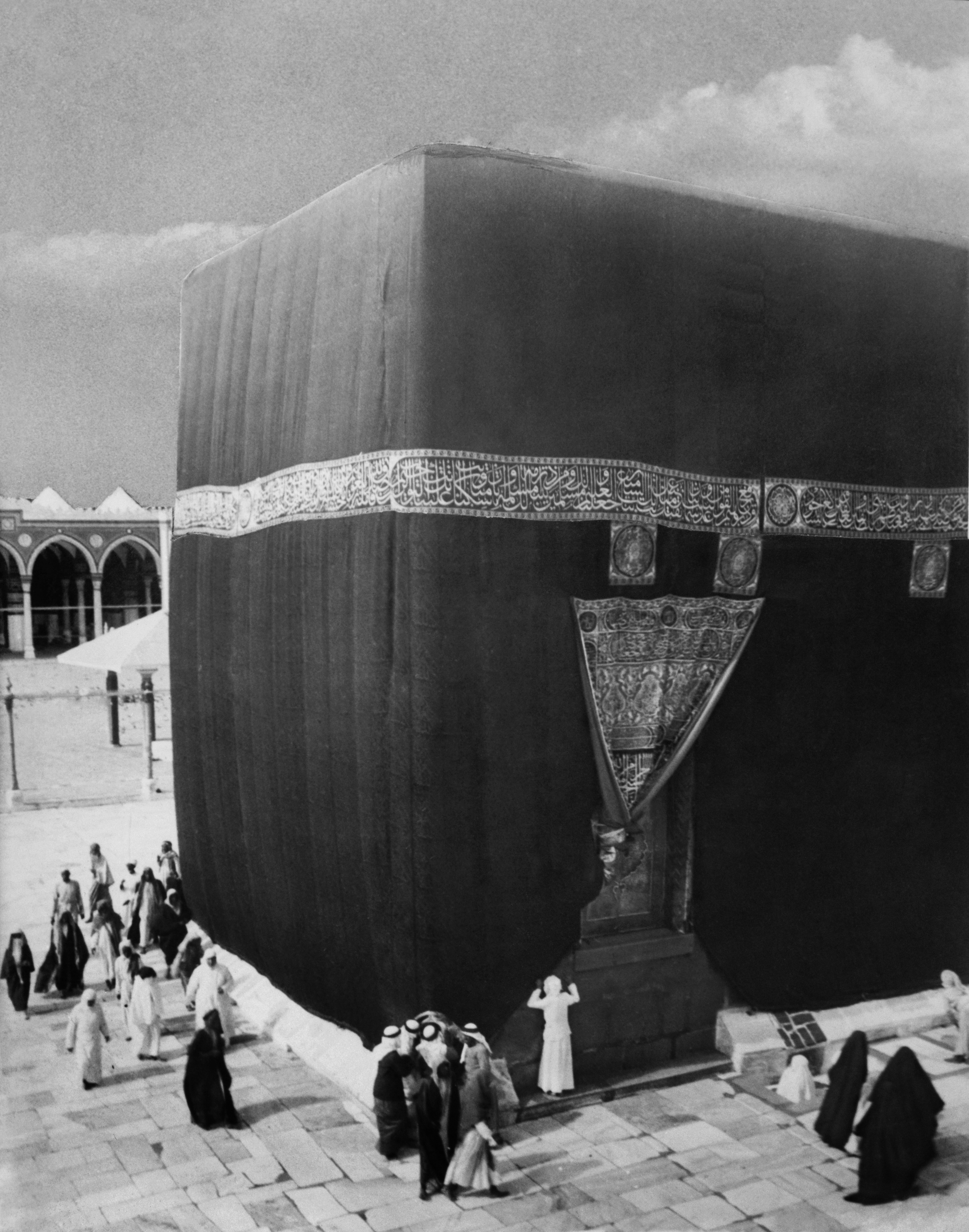
كسوة الكعبة قديما
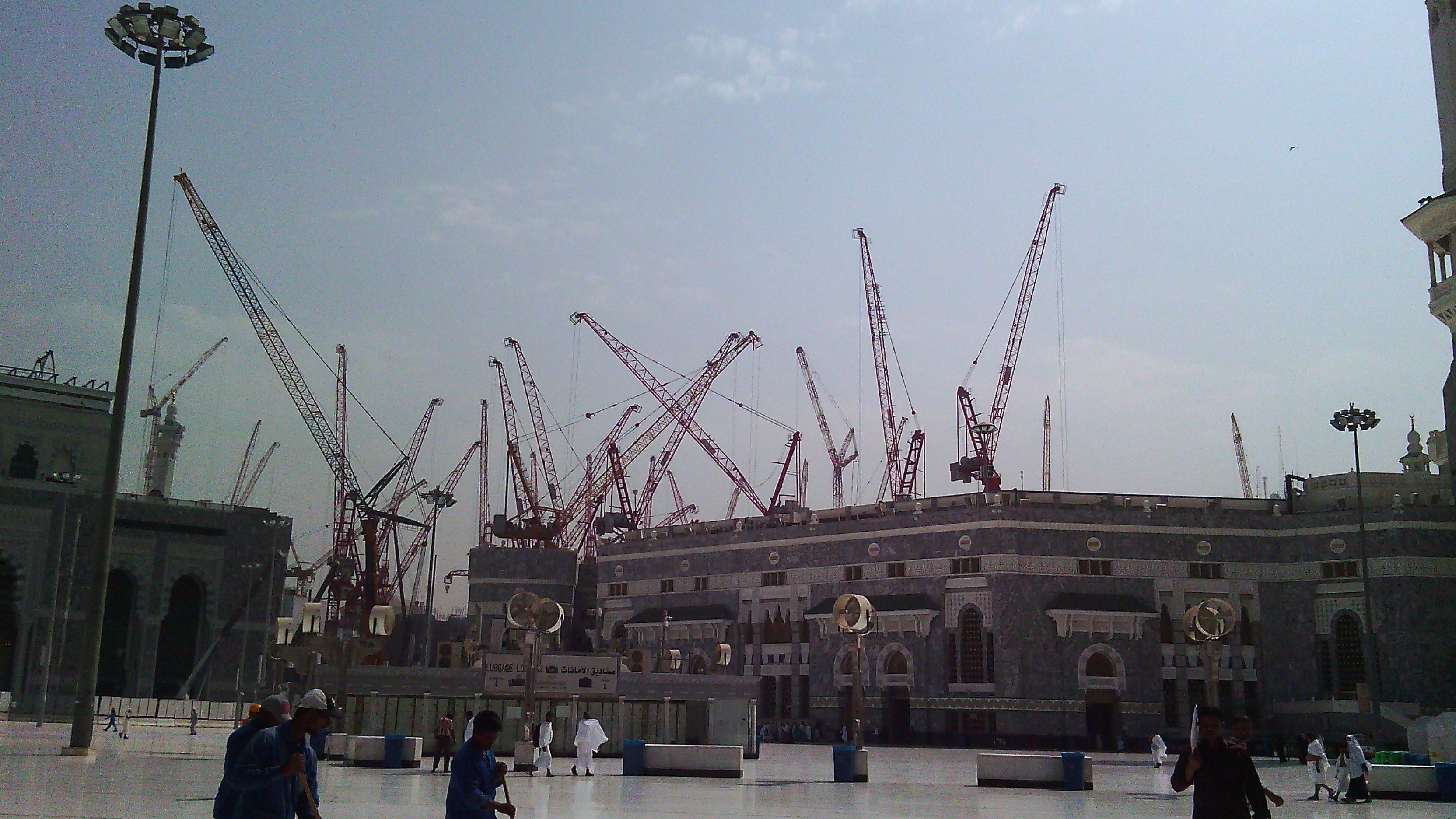
مشروع توسعة المسجد الحرام
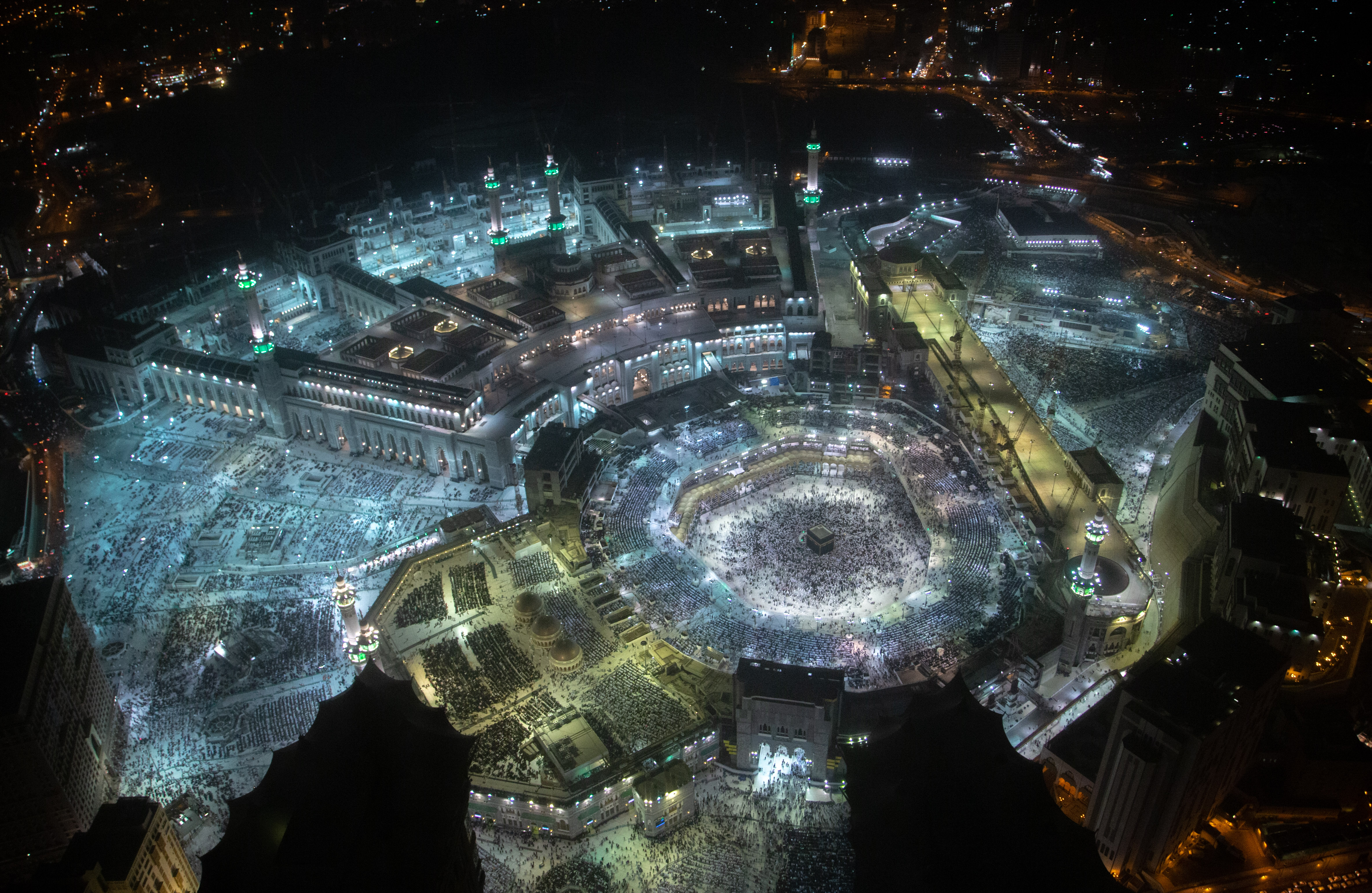
المسجد الحرام
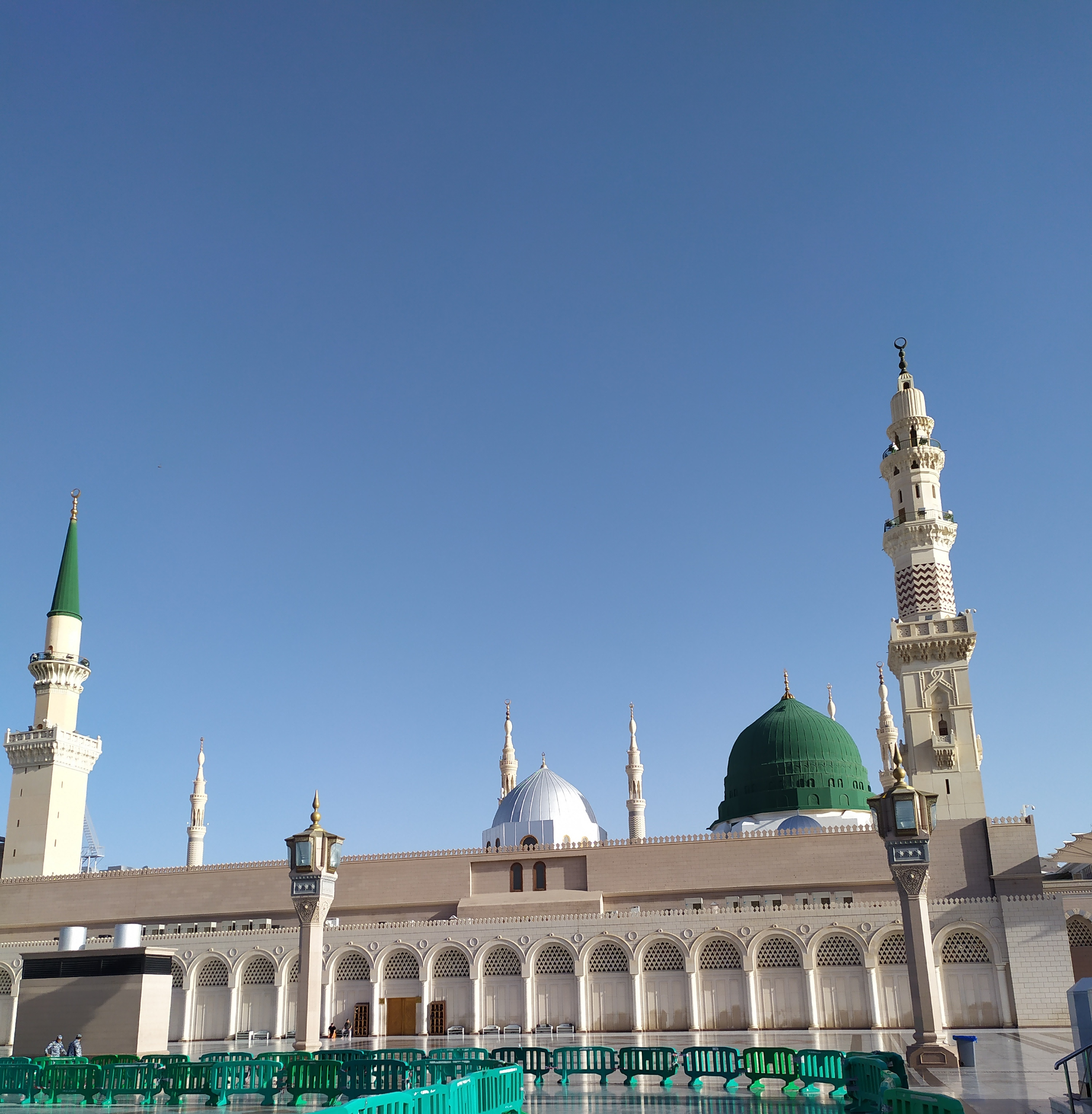
المسجد النبوي
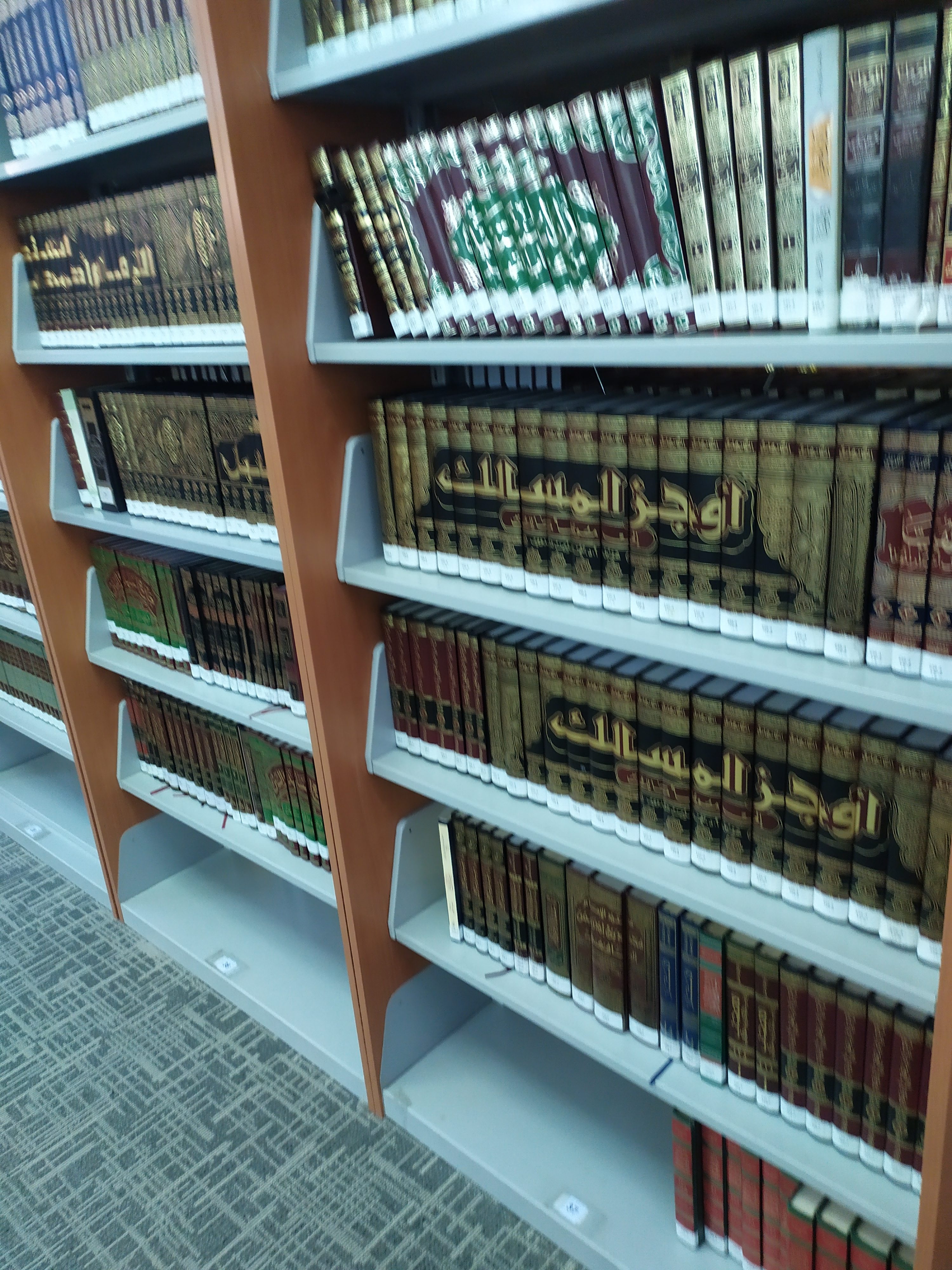
مكتبة الحرم المكي
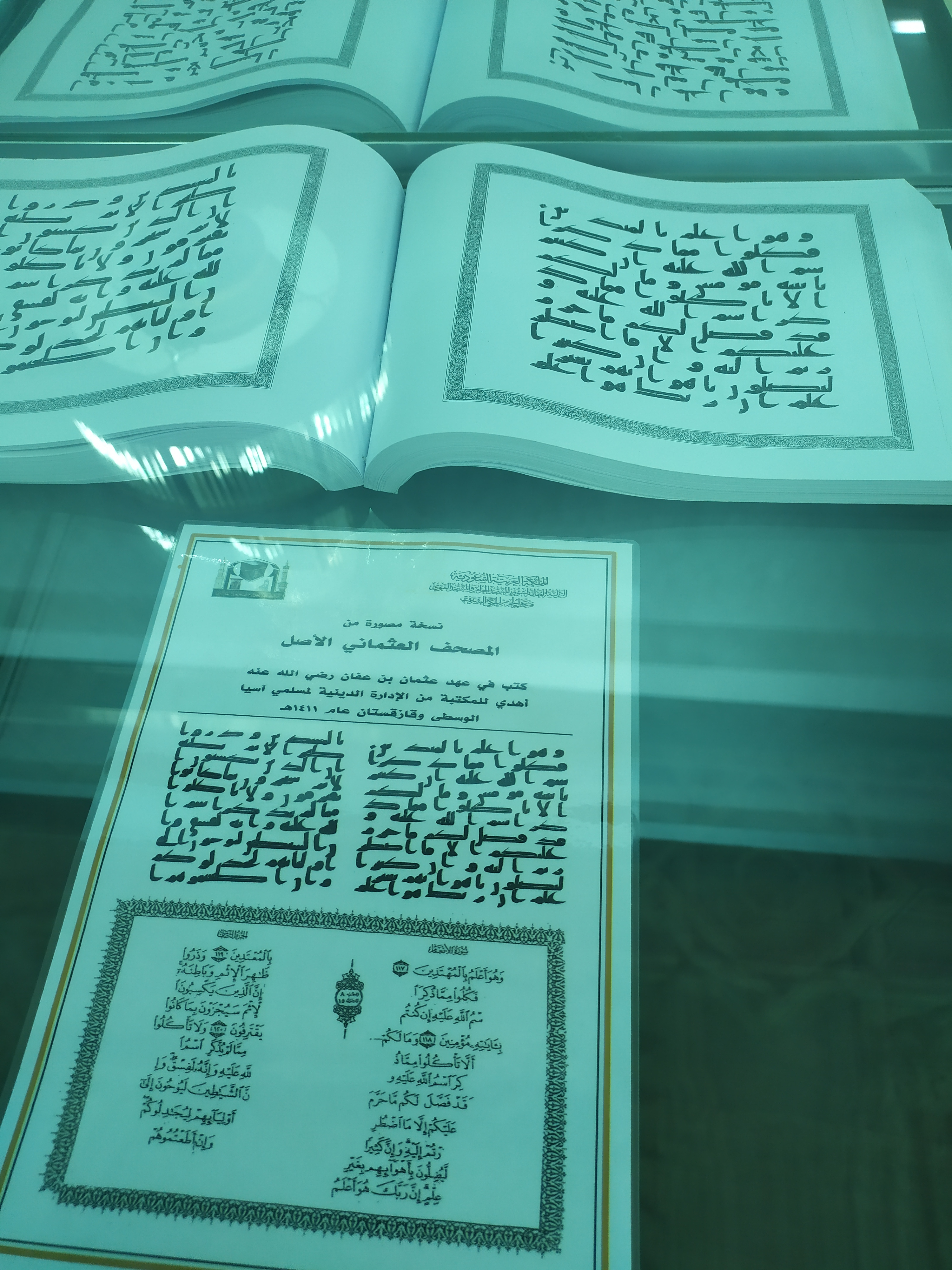
مخطوطات من مكتبة الحرم المكي الشريف
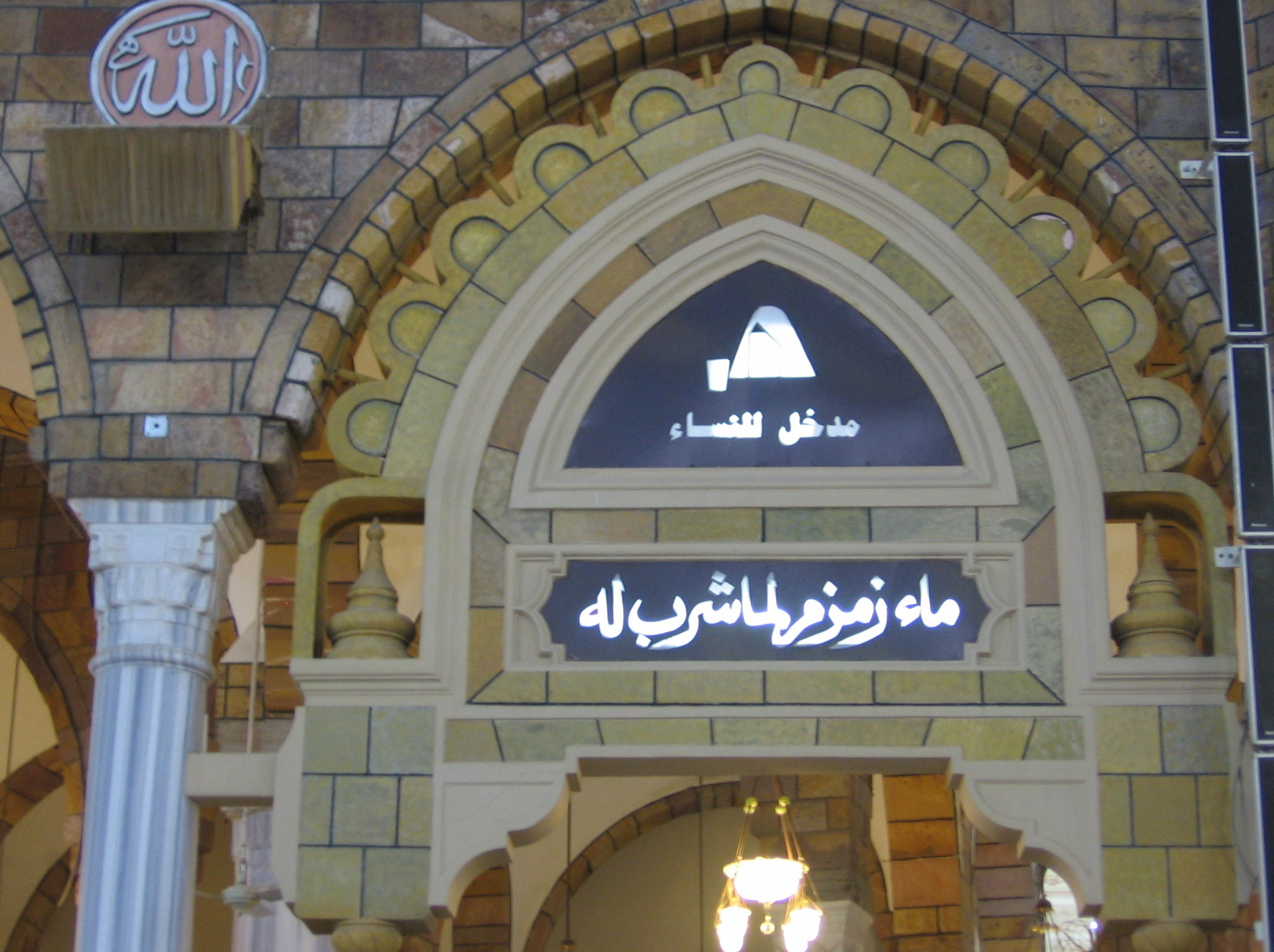
ماء زمزم
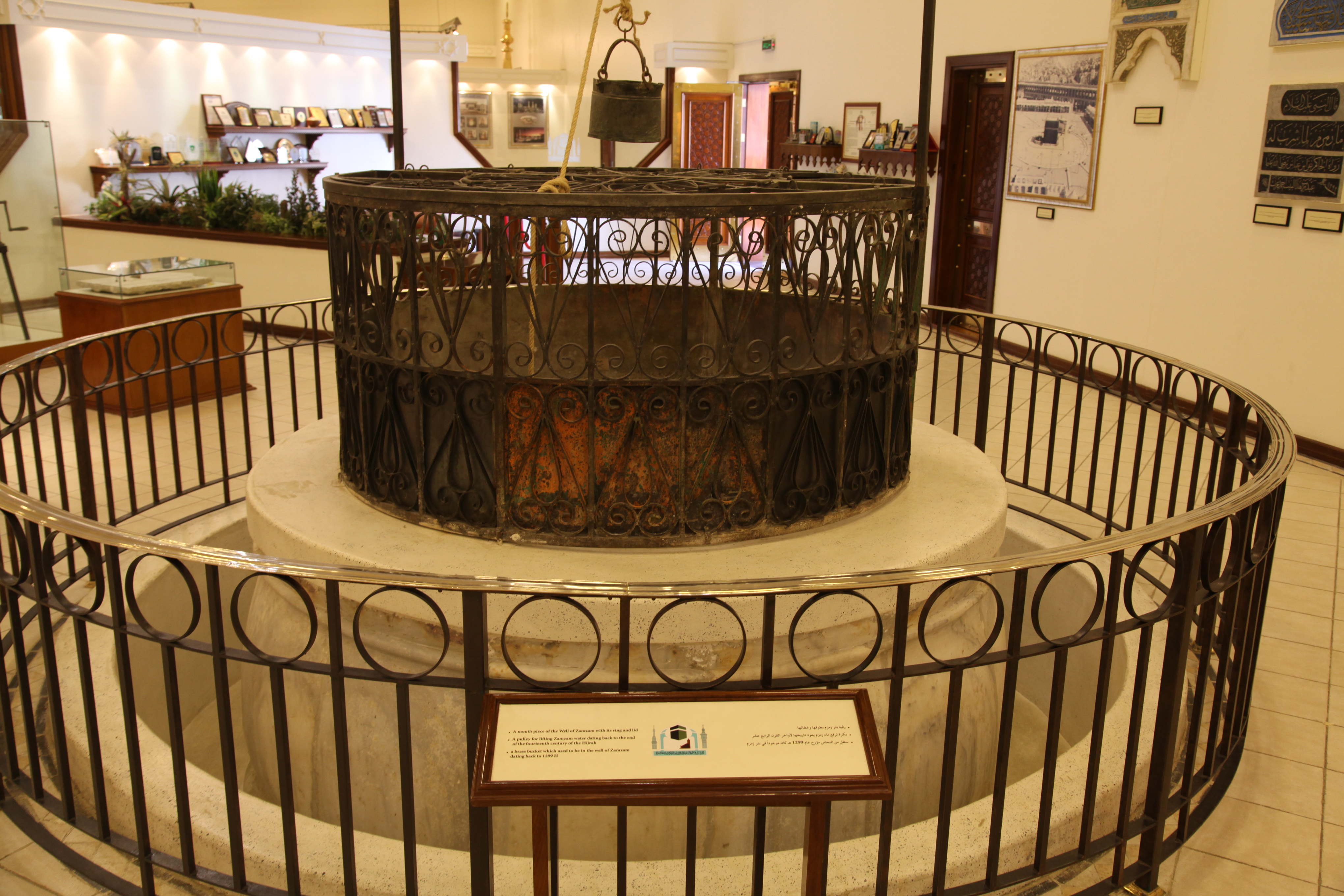
بئر زمزم الأثري

## الفروع والاتصال الموحد

### فرع مكة المكرمة
مكة المكرمة، طريق الملك عبدالعزيز شارع أجياد مقابل قصر الصفا

### فرع المدينة المنورة
المدينة المنورة , شار ع السلام

### رقم الاتصال الموحد
1966

## وصلات خارجية
الموقع الرسمي